# Cattedrale di Nostra Signora della Salvezza (Quelimane)
La cattedrale di Nostra Signora della Salvezza (in portoghese: Catedral de Nossa Senhora do Livramento) si trova a Quelimane, in Mozambico ed è la cattedrale della diocesi di Quelimane.

## Storia e descrizione
La costruzione della nuova cattedrale, progettata dall'architetto Megre Pires, iniziato nel 1962 e si è conclusa nel 1977. Il progetto propone una struttura che rappresenti due mani sollevate in preghiera attraverso il campanile e il corpo centrale. La navata centrale e le due laterali formano una pianta a croce. Non obbedendo ad un codice architettonico storico di architettura religiosa, l'edificio mostra comunque l'ambizione di centralità urbana delle vecchie cattedrali occidentali, per la sua monumentalità.